# Wilhelm Johannsen
Pour les articles homonymes, voir Johannsen.
Wilhelm Ludvig Johannsen (né le 3 février 1857 à Copenhague et mort le 11 novembre 1927 dans cette même ville) est un botaniste, physiologiste et généticien danois.

## Formation et carrière
Son père ne pouvant financer ses études universitaires, il entreprend une carrière de pharmacien. Pendant la dernière année de formation à ce métier, il peut tout de même étudier la botanique et la chimie à l'université. En 1881 il est engagé comme chimiste aux laboratoires de la brasserie Carlsberg à Copenhague où il travaille sur l'orge sous la direction de Johan Kjeldahl. (Le laboratoire de la brasserie Carlsberg à Copenhague, créé après la publication des Études sur la bière par Pasteur)
En 1887 il quitte les laboratoires Carlsberg, mais poursuit ses recherches sur l'orge — notamment sur la dormance — à Copenhague et dans des universités allemandes.
En 1892 il est recruté comme lecteur en physiologie végétale au Collège royal d'agriculture et de médecine vétérinaire,.
En 1905, il devient professeur de physiologie végétale à l'université de Copenhague.
Il a aussi travaillé à l'Institut agricole de Copenhague avant d'enseigner l'agriculture à l'université de la ville.
Il devient membre de l'Académie des sciences naturelles de Philadelphie en 1915.
Il est enterré au cimetière Vestre.

## Apports
En 1903, il démontre, dans ce qui deviendra connu sous le nom d'« expérience de Johannsen », certaines limites de la sélection massale.
En 1909, il invente le terme de gène, par opposition au terme darwinien de pangene qui implique que l'ensemble de l'organisme participe de l'hérédité. En 1911 il propose les termes de génotype et de phénotype. Il définit aussi le terme de « population » en biologie.

## Liste partielle des publications
- Erblichkeit in Populationen und in reinen Linien, 1903
- Elemente der exakten Erblichkeitslehre, Iéna, Gustav Fischer, 1909
- « The genotype conception of heredity », dans Am. Nat., 1911, 45, p. 129-159 (d'abord conférence devant l'American Society of Naturalists).

## Distinctions
- Commandeur de 1re classe de l'ordre du Dannebrog